# إيمير
إيمير (بالإيطالية: Imèr) هي بلدية تقع في ترينتينو بشمال إيطاليا، على بُعد حوالي 50 كيلومترًا شرق ترينتو.
في 31 ديسمبر 2004، بلغ عدد سكانها 1,213 نسمة، وتبلغ مساحتها 27.6 كـم2 (10.7 ميل2).

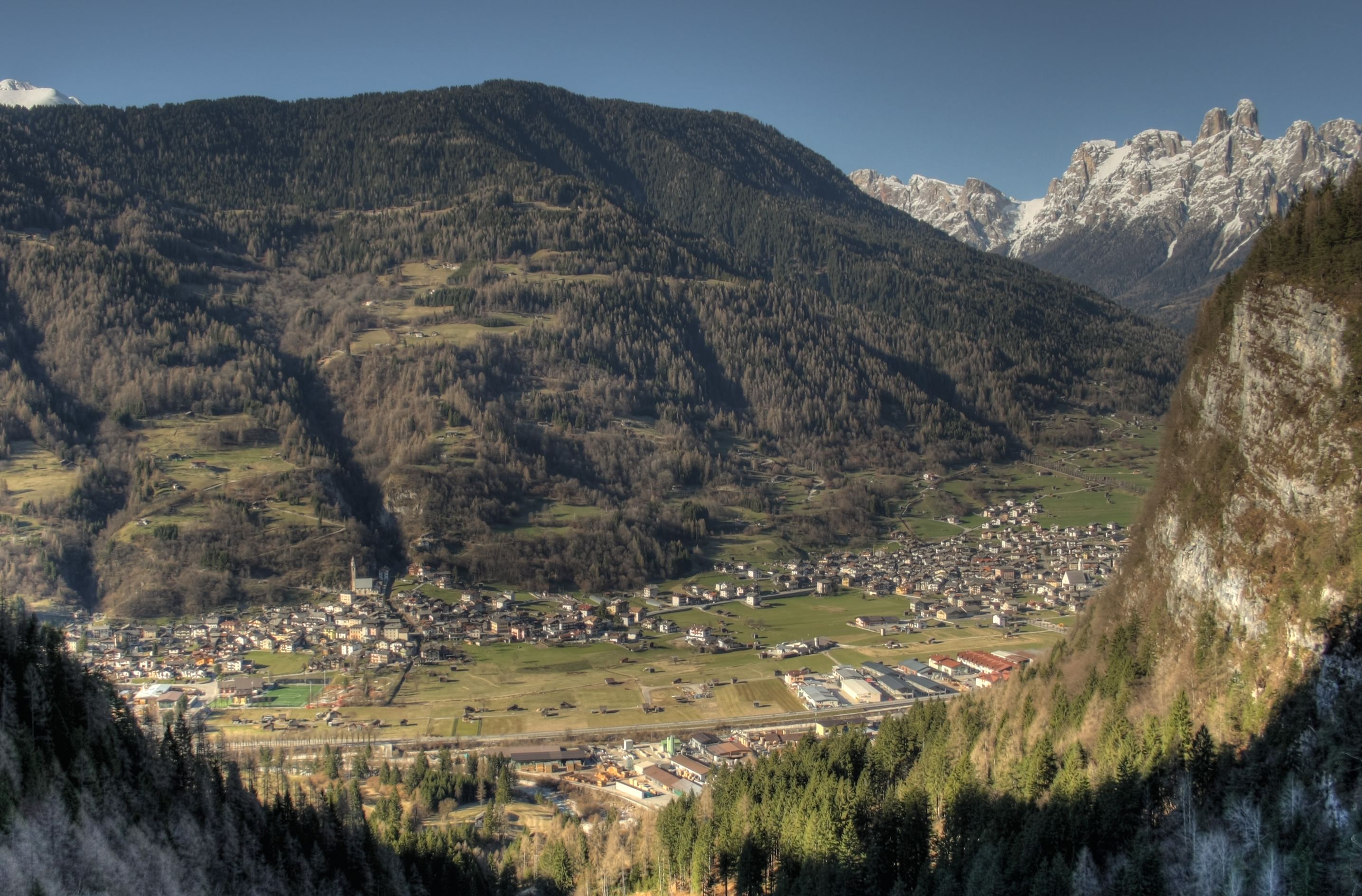
إيمير في الخريف

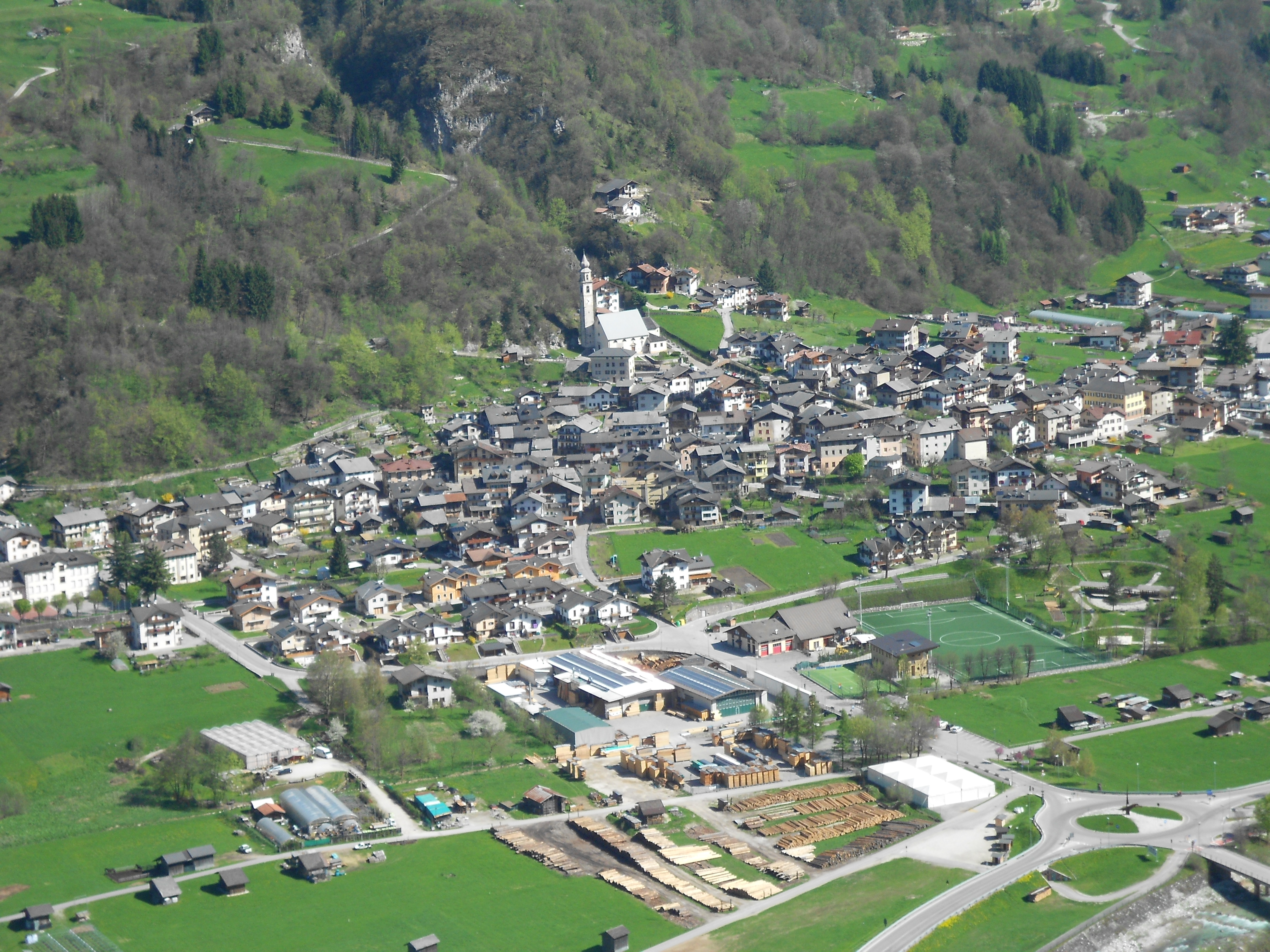
الجزء المركزي من قرية إيمير

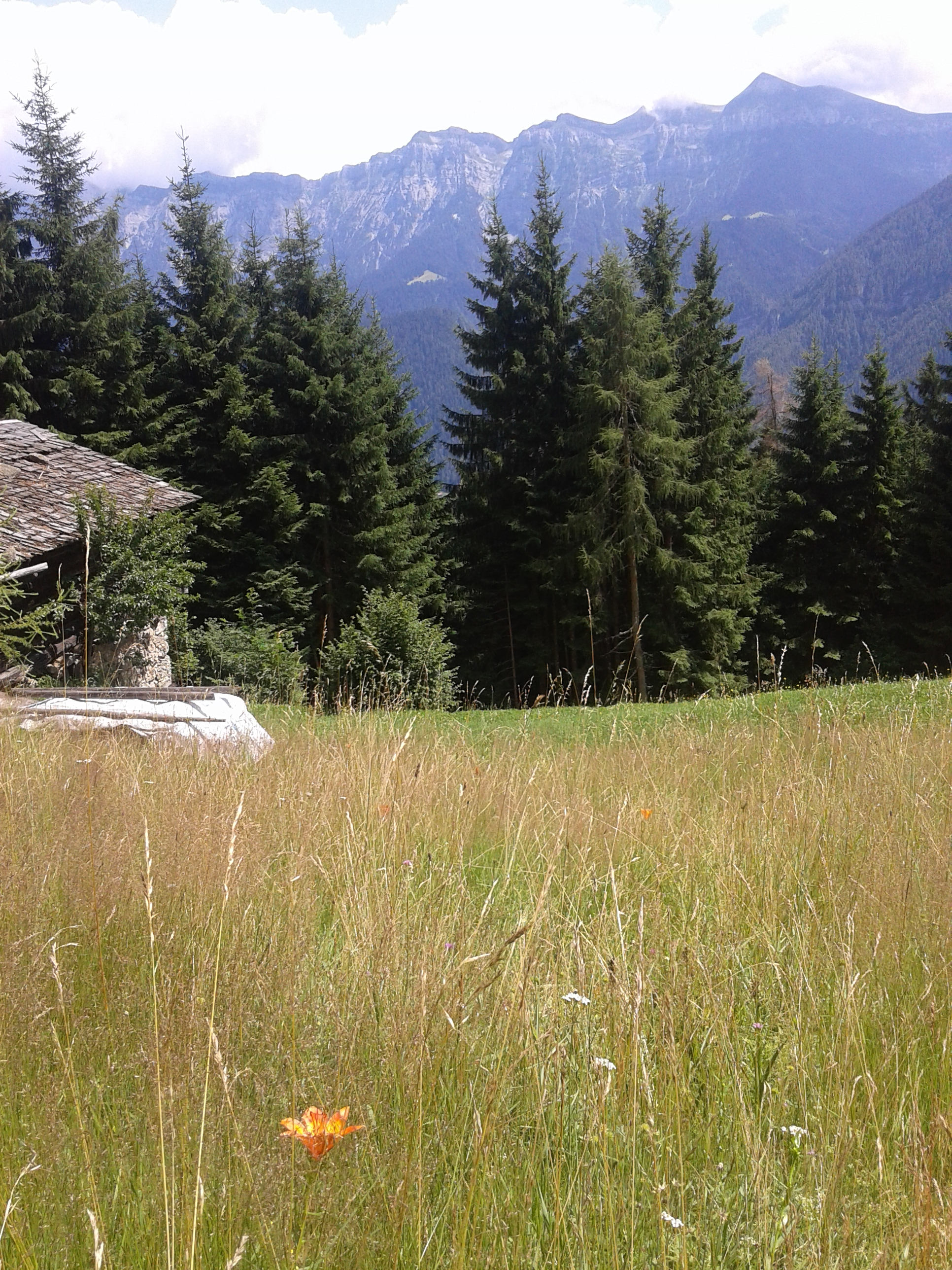
منظر الدولوميت من قرب إيمير

تضم بلدية إيمير القرى التالية (تسمى بالإيطالية فرازوني): ماسي دي إيمير، قرية ساس ماور، وبونتيت.
وتحدّها البلديات التالية: بريمييرو سان مارتينو دي كاستروزا، كانال سان بوفو، ميزانو، وسوفرا مونتي.
كما تشمل جبل فيديرني وجزءًا من وادي نوانا.

## وصلات خارجية
- (بالإيطالية) الموقع الرسمي للبلدية